# Виносади
Виносади (слч. Vinosady) су насељено мјесто са административним статусом сеоске општине (слч. obec) у округу Пезинок, у Братиславском крају, Словачка Република.

## Становништво
| Година:    | 1994. | 2004.    | 2014.    | 2024.    |
| ---------- | ----- | -------- | -------- | -------- |
| Број људи: | 842   | 1049     | 1276     | 1657     |
| Разлика:   |       | +24,58 % | +21,63 % | +29,85 % |

| Година:    | 2023. | 2024.   |
| ---------- | ----- | ------- |
| Број људи: | 1624  | 1657    |
| Разлика:   |       | +2,03 % |

Према подацима о броју становника из 2011. године насеље је имало 1.216 становника.